# 瓦伊達斯·卡里尼奥斯卡斯
瓦伊達斯·卡里尼奥斯卡斯（1993年11月16日—），立陶宛籃球運動員。他現在效力於立陶宛球隊扎尔吉里斯。他也代表立陶宛國家籃球隊參賽。